# إروان كوينتين
إروان كوينتين (1 فبراير 1984

 في أوراي) (بالفرنسية: Erwan Quintin) لاعب كرة قدم فرنسي يلعب حاليا لصالح نادي الدرجة الثانية فان الفرنسي منذ 2007 في خط الوسط .
لعب كوينتين في أندية فان (2001-2003) بوردو (2003-2005) إنتينت (2005-2006) نيم (2006-2007) .
ساهم كوينتين في تتويج نادي فان ببطولة دوري الدرجة الوطنية موسم 2007/2008 .

## روابط خارجية
- إروان كوينتين على موقع رابطة كرة القدم الفرنسية للمحترفين (الإنجليزية)
- إروان كوينتين على موقع قاعدة بيانات كرة القدم.إي يو (الإنجليزية)
- إروان كوينتين على موقع ليكيب (الفرنسية)
- إروان كوينتين على موقع Soccerway.com (الإنجليزية)
- إروان كوينتين على موقع عالم كرة القدم.نت (الإنجليزية)
- إروان كوينتين على موقع GSA (الإنجليزية)